# Dubrauka (rejon dokszycki)
Dubrauka (biał. Дубраўка; ros. Дубровка, Dubrowka) – wieś na Białorusi, w obwodzie witebskim, w rejonie dokszyckim, w sielsowiecie Biarozki. W 2009 roku liczyła 3 mieszkańców.